# Atletica leggera ai V Giochi del Mediterraneo
Le competizioni di atletica leggera ai V Giochi del Mediterraneo si svolsero il 9 settembre e dal 13 al 16 settembre 1967 a Tunisi, in Tunisia.
La specialità dei 10000 metri si svolse il giorno della cerimonia d'apertura, staccata dal resto delle altre gare d'atletica. Gli organizzatori infatti vollero far correre Mohammed Gammoudi, vincitore dell'oro nell'edizione precedente e argento olimpico, considerato uno dei favoriti, avanti al presidente Habib Bourguiba. Per un errore dell'addetto al conteggio dei 25 giri gli atleti corsero 400 metri in più, facendo registrare a Mohammed Gammoudi il tempo modesto di 31'31"6. Il presidente Habib Bourguiba definì l'episodio una disgrazia vergognosa.

## Podi

### Uomini
| Evento                 | Oro                                                                 | Prestazione | Argento                                                                          | Prestazione | Bronzo                | Prestazione |
| Corse piane            |                                                                     |             |                                                                                  |             |                       |             |
| 100 m piani            | Charis Ayvaliotis                                                   | 10.6        | Pasquale Giannattasio                                                            | 10.6        | Ennio Preatoni        | 10.8        |
| 200 m piani            | Ippolito Giani                                                      | 21.1        | Livio Berruti                                                                    | 21.2        | Miguel Irandegui      | 21.3        |
| 400 m piani            | Sergio Bello                                                        | 47.7        | Rogelio Rivas                                                                    | 47.9        | Nikolaos Regoukos     | 47.9        |
| 800 m piani            | Pierre Toussaint                                                    | 1:54.3      | Youssef Nasri                                                                    | 1:54.7      | Virgilio Gonzalez     | 1:54.7      |
| 1500 m piani           | Renzo Finelli                                                       | 3:49.6      | José Maria Morera                                                                | 3:50.0      | Jorge Gonzalez        | 3:50.5      |
| 5000 m piani           | Mohamed Gammoudi                                                    | 14:02.2     | Drago Zuntar                                                                     | 14:04.2     | Giuseppe Cindolo      | 14:05.0     |
| 10000 m piani          | Mohamed Gammoudi                                                    | 31:01.6     | Ali Khamassi                                                                     | 31:22.8     | Drago Zuntar          | 31:35.0     |
| Corse a ostacoli       |                                                                     |             |                                                                                  |             |                       |             |
| 110 m ostacoli         | Giovanni Cornacchia                                                 | 14.2        | Sergio Liani                                                                     | 14.2        | Athanassios Lazaridis | 14.7        |
| 400 m ostacoli         | Alessandro Scatena                                                  | 52.9        | Mehmet Gesas                                                                     | 53.4        | Manuel Gayoso         | 53.9        |
| 3000 m siepi           | Javier Álvarez                                                      | 8:44.3      | Labidi Ayachi                                                                    | 8:48.4      | Mariano Haro          | 8:50.0      |
| Staffette              |                                                                     |             |                                                                                  |             |                       |             |
| 4×100 m                | Italia Ito Giani Ennio Preatoni Pasquale Giannattasio Carlo Laverda | 40.6        | Spagna Miguel María Iraundegui Álvaro González Ramón Magariños Virgilio González | 41.6        | Tunisia               | 42.7        |
| 4×400 m                | Italia Sergio Bello Furio Fusi Sergio Ottolina Giacomo Puosi        | 3:12.6      | Spagna Rogelio Rivas Pedro Carda Juan Carlos Jones José Luis Sánchez             | 3:15.9      | Tunisia               | 3:20.9      |
| Prove su strada        |                                                                     |             |                                                                                  |             |                       |             |
| Maratona               | Antonio Ambu                                                        | 2:21:31     | İsmail Akçay                                                                     | 2:21:44     | Carlos Perez          | 2:23:04     |
| Marcia 20 km           | Nicola De Vito                                                      | 1:38:42.6   | Chedli Benali                                                                    | 1:39:08.6   | Hamed Nadhari         | 1:43:58.2   |
| Marcia 50 km           | Vittorio Visini                                                     | 4:39:53.7   | Naceur Ben Ahmed Messaoud                                                        | 4:43:48.6   | Hamed Nadhari         | 4:52:43.5   |
| Salti                  |                                                                     |             |                                                                                  |             |                       |             |
| Salto in alto          | Miodrag Todosijević                                                 | 2.13 m      | Ioannis Kousoulas                                                                | 2.05 m      | Polde Milek           | 2.02 m      |
| Salto con l'asta       | Christos Papanikolaou                                               | 5.15 m      | Renato Dionisi                                                                   | 4.90 m      | Jean-Pierre Colusso   | 4.70 m      |
| Salto in lungo         | Mijenko Rak                                                         | 7.53 m      | Panagiotis Khatzistathis                                                         | 7.51 m      | Rafael Blanquer       | 7.50 m      |
| Salto triplo           | Luis Felipe Areta                                                   | 16.23 m     | Giuseppe Gentille                                                                | 16.04 m     | Michail Karagiannis   | 15.45 m     |
| Lanci                  |                                                                     |             |                                                                                  |             |                       |             |
| Getto del peso         | Tomislav Šuker                                                      | 18.01 m     | Arnjolt Beer                                                                     | 17.72 m     | Milija Jocović        | 17.53 m     |
| Lancio del disco       | Silvano Simeon                                                      | 57.30 m     | Marian Gredelj                                                                   | 55.90 m     | Gilberto Ferrini      | 53.72 m     |
| Lancio del giavellotto | Franco Radman                                                       | 69.20 m     | Alfonso Carlos de Andres                                                         | 66.78 m     | Fernando Tallon       | 64.10 m     |

### Donne
| Evento                 | Oro                 | Prestazione | Argento          | Prestazione | Bronzo               | Prestazione |
| Corse piane            |                     |             |                  |             |                      |             |
| 100 metri piani        | Sylviane Telliez    | 11.8        | Donata Govoni    | 11.9        | Patrizia Seriau      | 12.4        |
| Corse a ostacoli       |                     |             |                  |             |                      |             |
| 80 metri ostacoli      | Carla Panerai       | 11.3        | Đurđa Fočić      | 11.4        | Magalì Vettorazzo    | 11.5        |
| Salti                  |                     |             |                  |             |                      |             |
| Salto in alto          | Snežana Hrepevnik   | 1.70 m      | Đurđa Fočić      | 1.61 m      | Luciana Giamperlati  | 1.58 m      |
| Salto in lungo         | Maria Vittoria Trio | 6.13 m      | Đurđa Fočić      | 5.75 m      | Charoula Sassagianni | 5.74 m      |
| Lanci                  |                     |             |                  |             |                      |             |
| Getto del peso         | Beya Bouabdallah    | 11.57 m     | Djemai El Hem    | 9.10 m      | Rabea Ghezlane       | 8.36 m      |
| Lancio del giavellotto | Chedlia Ben Mrad    | 33.10 m     | Beya Bouabdallah | 30.84 m     | Rabea Ghezlane       | 24.78 m     |

## Medagliere
La nazione ospitante è evidenziata.
| Posizione | Paese      | Oro | Argento | Bronzo | Totale |
| --------- | ---------- | --- | ------- | ------ | ------ |
| 1         | Italia     | 14  | 6       | 6      | 26     |
| 2         | Tunisia    | 4   | 7       | 4      | 15     |
| 3         | Jugoslavia | 4   | 5       | 3      | 12     |
| 4         | Spagna     | 2   | 5       | 8      | 15     |
| 5         | Grecia     | 2   | 2       | 4      | 8      |
| 6         | Francia    | 2   | 1       | 1      | 4      |
| 7         | Turchia    | 0   | 2       | 0      | 2      |
| 8         | Algeria    | 0   | 0       | 2      | 2      |
| Totale    | Totale     | 28  | 28      | 28     | 84     |